# Yomigaeru Hi
Yomigaeru Hi (甦る陽?) è il secondo album della band giapponese The Back Horn. Il 20 giugno 2001 è uscita una seconda edizione del cd: Yomigaeru Hi (NEW MIX), attualmente in commercio.

## Tracce
1. Circus (サーカス, Sākasu)
2. Hashiru Oka (走る丘)
3. Shinsekai (新世界)
4. Limousine Drive (リムジン ドライブ, Rimujin Doraibu)
5. Mugen no Kōya (無限の荒野)
6. Yomigaeru Hi (甦る陽)
7. Akanezora (茜空)
8. Hitorigoto (ひとり言)
9. Saraba, Ano Hi (さらば、あの日)
10. Naite Iru Hito (泣いている人)